# Ясунт
Ясунт — деревня в Берёзовском районе Ханты-Мансийского автономного округа — Югры России. Расположена на левом берегу реки Хулги. Входит в состав сельского поселения Саранпауль.

## Население
| 2010 |
| ---- |
| 18   |

## Климат
Климат резко континентальный. Зима суровая с сильными ветрами и метелями, продолжающаяся семь месяцев. Лето относительно тёплое, но быстротечное.